# Pere Claver Palau i Ferrer
Pere Claver Palau i Ferrer (Sant Jaume dels Domenys, Baix Penedès, 1881 — Palma, Mallorca, 1956) fou un farmacèutic i botànic català que estudià la flora de les Illes Balears.
Palau es llicencià en farmàcia a la Universitat de Barcelona i exercí com a apotecari a Tiana (Barcelona). Fou membre de la Institució Catalana d’Història Natural. El 1945, amb seixanta-quatre anys, es mudà a Mallorca i fou un dels fundadors de la Societat d’Història Natural de les Balears. A partir de 1946 realitzà una tasca important d’exploració botànica i herborització de les Illes Balears, principalment a Mallorca i Cabrera, però també prospectà les Pitiüses, principalment entre 1949 i 1950. Portà a terme aquesta tasca fins a una avançada edat, malgrat la important sordesa que patia. Fou autor d’una vintena d’articles científics, dels quals setze tracten sobre plantes de les Balears i hi descriu en algun cas espècies endèmiques acceptades els primers anys del segle XXI, com ara Allium antonii-bolosii. L’any 1953 realitzà la segona campanya florística, per encàrrec de l'Institut d’Estudis Eivissencs (IEE) i, com a mostra d’agraïment, una variant d'endemisme fou batejada com a variant pugetii (Ranunculus monspeliacus var. pugetii), en honor de Cèsar Puget (1902-1981), alcalde d’Eivissa i president nat de l’IEE. Entre les seves publicacions destaquen Les plantes medicinals baleàriques (1954, reeditat el 1981 i el 1983) i, pòstumament, Catàleg de la flòrula de l’illa de Cabrera i dels illots que l'envolten (1976).

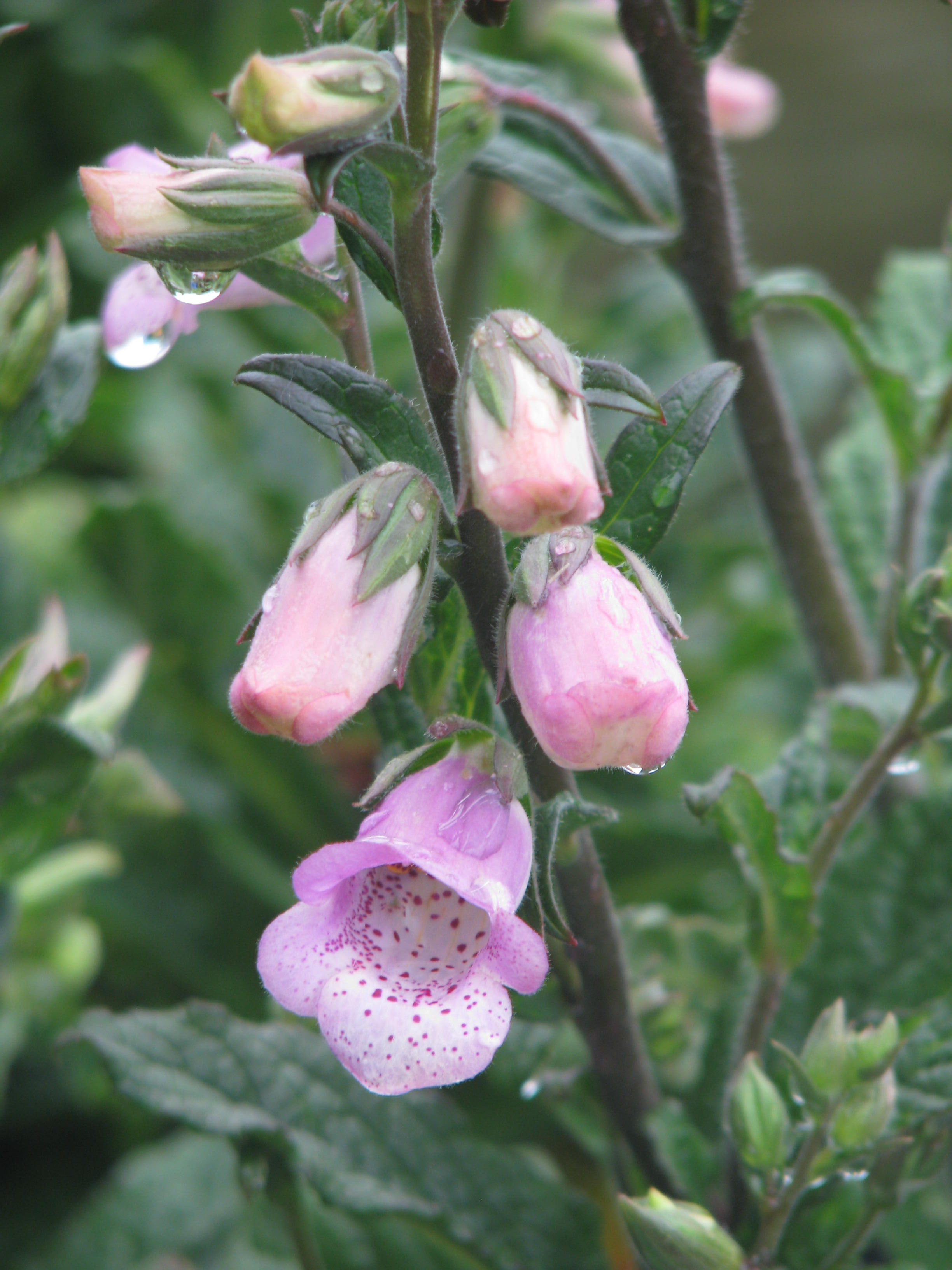
Digitalis minor var. palaui

Com a mostra de reconeixement per part d'altres botànics, petites variants d’endemismes baleàrics han estat descrites amb l'epítet palaui (Cerastium diffusum var. palaui, Digitalis minor var. palaui, Rosmarinus officinalis var. palaui).

## Espècies descrites
- Allium antonii-bolosii
- Asparagus acutifolius var. mitis
- Crupina matae
- Helichrysum stoechas var. argentatum
- Linum strictum var. racemosum
- Melilotus indicus var. prostratus
- Scorpiurus oliveri[3]